# Sauk Rapids
Sauk Rapids és una població dels Estats Units a l'estat de Minnesota. Segons el cens del 2000 tenia 10.213 habitants.

## Demografia
Segons el cens del 2000, Sauk Rapids tenia 10.213 habitants, 3.921 habitatges, i 2.599 famílies. La densitat de població era de 862,9 habitants per km².
Dels 3.921 habitatges en un 37,9% hi vivien nens de menys de 18 anys, en un 52,1% hi vivien parelles casades, en un 10,9% dones solteres, i en un 33,7% no eren unitats familiars. En el 26,2% dels habitatges hi vivien persones soles el 10,3% de les quals corresponia a persones de 65 anys o més que vivien soles. El nombre mitjà de persones vivint en cada habitatge era de 2,53 i el nombre mitjà de persones que vivien en cada família era de 3,09.
Per edats la població es repartia de la següent manera: un 28,1% tenia menys de 18 anys, un 9,6% entre 18 i 24, un 33,4% entre 25 i 44, un 17,8% de 45 a 60 i un 11,2% 65 anys o més.
L'edat mediana era de 32 anys. Per cada 100 dones de 18 o més anys hi havia 86,1 homes.
La renda mediana per habitatge era de 45.857 $ i la renda mediana per família de 53.938 $. Els homes tenien una renda mediana de 36.074 $ mentre que les dones 24.657 $. La renda per capita de la població era de 19.510 $. Entorn del 2,8% de les famílies i el 4,9% de la població estaven per davall del llindar de pobresa.

## Poblacions més properes
El següent diagrama mostra les poblacions més properes.